# استاروایلیکوو
استاروایلیکوو (به لاتین: Staroilikovo) یک منطقهٔ مسکونی در روسیه است که در باشقیرستان واقع شده‌است.